# Gaisberg (Kitzbüheler Alpen)
Der Gaisberg ist ein 1770 m ü. A. hoher Berg in den Kitzbüheler Alpen in Tirol.

## Lage und Umgebung
Der Gaisberg liegt zwischen dem Brixental im Norden und dem Spertental im Osten. Im Westen liegt die Brixenbachalm, nach Südwesten hin erstreckt sich ein Gebirgskamm zum Nachbarberg Gampenkogel (1957 m).
Am nordöstlichen Fuß des Gaisbergs liegt die Gemeinde Kirchberg in Tirol.

## Sommer
Im Sommer ist der Gaisberg ein beliebter Berg bei Wanderern und Mountainbikern. Sowohl von Süden als auch von Nordosten führen markierte Wanderwege auf den Gipfel. Auch im Sommer ist der Sessellift (837–1289 m) am Gaisberg geöffnet. Die Beförderung von Mountainbikes ist möglich.
Downhill
- Lisi Osl Trail, 2.300 m Länge, 450 Höhenmeter

## Winter
- eigene Gebietstickets[3]
- kuppelbare 4er-Sesselbahn
- beschneite Tag- und Nachtrodelbahn (Länge: 3.500 m, Höhendifferenz: 435 m)
- Nachtskilauf
- offizielle FIS-Rennstrecke (Länge: 1.350 m)
- Eiskletterpark

Am Obergaisberg wurde 1980 ein Skisportzentrum eingerichtet, dessen Angebot sich vor allem an Anfänger gerichtet hat. Es wurde 2003 stillgelegt und die Bahnen abgebaut.

## Hütten und Almen
- Bärstattalm 1452 m[1]
- Gaisbergstüberl (bewirtschaftet) 1300 m[4]
- Gasthaus Obergaisberg (bewirtschaftet) 1060 m
- Harlasangeralm
- Kobingerhütte (von Mai bis Oktober bewirtschaftet) 1501 m[1]
- Leitner Alm 1277 m[1]
- Sonnleitnerhütte (DAV Selbstversorgerhütte) 1532 m[5]
- Wiegalm (Privatbesitz) 1507 m[6]